# František Srdínko
František Srdínko (7. února 1830 Hradec Králové, Kukleny – 9. září 1912 Stará Boleslav) byl český katolický kněz, papežský prelát, probošt ve Staré Boleslavi, vychovatel bohoslovců, redaktor (šéfredaktor katolického časopisu Blahosvět), historik, povídkář a autor náboženské literatury.
Studoval na gymnáziu v Hradci Králové, kde byl jeho učitelem Václav Kliment Klicpera. Tzv. filozofii vystudoval v Litomyšli. Následně šel studovat Karlo-Ferdinandovu univerzitu v Praze. V roce 1848 nastoupil na tamní Právnickou fakultu, ale hned následujícího roku přešel na Teologickou fakultu. V roce 1853 byl vysvěcen na kněze a stal se kaplanem v Kvílicích na Kladensku. V roce 1855 se stal prefektem nově ustanoveného arcibiskupského konviktu v Praze a v letech 1858–1860 zároveň vyučoval náboženství z pozice exhortatora na pražském Arcibiskupském gymnáziu.
Od roku 1880 začal postupně stoupat církevní hierarchií. Nejprve byl jmenován sídelním kanovníkem, následně děkanem a poté proboštem kapituly ve Staré Boleslavi. Byl zvolen do zastupitelstva v Staré Boleslavi a snažil se o rozvoj. Prosadil její povýšení na město (1899) a zasloužil se i o vznik místní opatrovny a dívčí měšťanské školy.

## Dílo
Celkem 18 let byl šéfredaktorem katolického časopisu Blahosvět a 30 let redigoval edici Dědictví sv. Jana Nepomuckého. V edici Dědictví maličkých vydal povídku z hornického prostředí Obrázek do vínku. Psal církevní učebnice.
- Biblický dějepis starého i nového zákona (1863)[2]
- Stará Boleslav, nejstarší poutní místo v Čechách (1880)[2][7]
- Schusterův Biblický dějepis (1880)[2]